# Gewichtheffen op de Olympische Zomerspelen 1928
Gewichtheffen is een van de sporten die beoefend werden tijdens de Olympische Zomerspelen 1928 in Amsterdam.

## Heren

### vedergewicht (tot 60 kg)
| rang   | sporter(s)      | land | drukken | trekken | stoten   | totaal   |
| ------ | --------------- | ---- | ------- | ------- | -------- | -------- |
| Goud   | Franz Andrysek  | AUT  | 77.5 kg | 90.0 kg | 120.0 kg | 287.5 kg |
| Zilver | Pierino Gabetti | ITA  | 80.0 kg | 90.0 kg | 112.5 kg | 282.5 kg |
| Brons  | Hans Wölpert    | GER  | 92.5 kg | 82.5 kg | 107.5 kg | 282.5 kg |
| 4      | Giuseppe Conca  | ITA  | 92.5 kg | 80.0 kg | 105.0 kg | 277.5 kg |
| 5      | Arthur Reinmann | SUI  | 82.5 kg | 82.5 kg | 110.0 kg | 275.0 kg |
| 6      | Andreas Stadler | AUT  | 72.5 kg | 80.0 kg | 115.0 kg | 267.5 kg |
| 7      | Henri Baudrand  | FRA  | 77.5 kg | 80.0 kg | 107.5 kg | 265.0 kg |
| 8      | Cemal Erçman    | TUR  | 85.0 kg | 75.0 kg | 102.5 kg | 262.5 kg |
| 8      | Josef Vacek     | TCH  | 80.0 kg | 82.5 kg | 100.0 kg | 262.5 kg |

### lichtgewicht (tot 67.5 kg)
| rang  | sporter(s)       | land | drukken | trekken  | stoten   | totaal   |
| ----- | ---------------- | ---- | ------- | -------- | -------- | -------- |
| Goud  | Kurt Helbig      | GER  | 90.0 kg | 97.5 kg  | 135.0 kg | 322.5 kg |
| Goud  | Hans Haas        | AUT  | 85.0 kg | 102.5 kg | 135.0 kg | 322.5 kg |
| Brons | Fernand Arnout   | FRA  | 85.0 kg | 97.5 kg  | 120.0 kg | 302.5 kg |
| 4     | Albert Aeschmann | SUI  | 87.5 kg | 90.0 kg  | 120.0 kg | 297.5 kg |
| 5     | Willi Reinfrank  | GER  | 85.0 kg | 90.0 kg  | 120.0 kg | 295.0 kg |
| 6     | Jules Meese      | FRA  | 90.0 kg | 87.5 kg  | 115.0 kg | 292.5 kg |
| 7     | Anton Hangel     | AUT  | 77.5 kg | 90.0 kg  | 120.0 kg | 287.5 kg |
| 8     | Gastone Pierini  | ITA  | 90.0 kg | 82.5 kg  | 110.0 kg | 282.5 kg |

### middengewicht (tot 75 kg)
| rang   | sporter(s)        | land | drukken  | trekken  | stoten   | totaal   |
| ------ | ----------------- | ---- | -------- | -------- | -------- | -------- |
| Goud   | Roger François    | FRA  | 102.5 kg | 102.5 kg | 130.0 kg | 335.0 kg |
| Zilver | Carlo Galimberti  | ITA  | 105.0 kg | 97.5 kg  | 130.0 kg | 332.5 kg |
| Brons  | Guus Scheffer     | NED  | 97.5 kg  | 105.0 kg | 125.0 kg | 327.5 kg |
| 4      | Franz Zinner      | GER  | 87.5 kg  | 100.0 kg | 135.0 kg | 322.5 kg |
| 5      | Gaston Le Pût     | FRA  | 92.5 kg  | 95.0 kg  | 125.0 kg | 312.5 kg |
| 6      | Willy Hofmann     | GER  | 90.0 kg  | 95.0 kg  | 120.0 kg | 305.0 kg |
| 7      | Houssein Moukhtar | EGY  | 90.0 kg  | 92.5 kg  | 120.0 kg | 302.5 kg |
| 8      | Jan van Rompey    | BEL  | 92.5 kg  | 85.0 kg  | 115.0 kg | 292.5 kg |

### halfzwaargewicht (tot 82.5 kg)
| rang   | sporter(s)       | land | drukken  | trekken  | stoten   | totaal   |
| ------ | ---------------- | ---- | -------- | -------- | -------- | -------- |
| Goud   | El Sayed Nosseir | EGY  | 100.0 kg | 112.5 kg | 142.5 kg | 355.0 kg |
| Zilver | Louis Hostin     | FRA  | 100.0 kg | 110.0 kg | 142.5 kg | 352.5 kg |
| Brons  | Jan Verheijen    | NED  | 95.0 kg  | 105.0 kg | 137.5 kg | 337.5 kg |
| 4      | Václav Pšenička  | TCH  | 100.0 kg | 105.0 kg | 130.0 kg | 335.0 kg |
| 4      | Jakob Vogt       | GER  | 100.0 kg | 105.0 kg | 130.0 kg | 335.0 kg |
| 6      | Karl Freiberger  | AUT  | 95.0 kg  | 95.0 kg  | 132.5 kg | 322.5 kg |
| 7      | Karl Bierwirth   | GER  | 95.0 kg  | 95.0 kg  | 125.0 kg | 315.0 kg |
| 7      | Pierre Vibert    | FRA  | 95.0 kg  | 95.0 kg  | 125.0 kg | 315.0 kg |
| 7      | Josef Zemann     | AUT  | 75.0 kg  | 105.0 kg | 135.0 kg | 315.0 kg |

### zwaargewicht (boven 82.5 kg)
| rang   | sporter(s)        | land | drukken  | trekken  | stoten   | totaal   |
| ------ | ----------------- | ---- | -------- | -------- | -------- | -------- |
| Goud   | Josef Straßberger | GER  | 122.5 kg | 107.5 kg | 142.5 kg | 372.5 kg |
| Zilver | Arnold Luhaäär    | EST  | 100.0 kg | 110.0 kg | 150.0 kg | 360.0 kg |
| Brons  | Jaroslav Skobla   | TCH  | 100.0 kg | 107.5 kg | 150.0 kg | 357.5 kg |
| 4      | Karlis Leilands   | LAT  | 110.0 kg | 105.0 kg | 140.0 kg | 355.0 kg |
| 5      | Josef Leppelt     | AUT  | 105.0 kg | 110.0 kg | 140.0 kg | 355.0 kg |
| 5      | Rudolf Schilberg  | AUT  | 115.0 kg | 105.0 kg | 135.0 kg | 355.0 kg |
| 7      | Giuseppe Tonani   | ITA  | 117.5 kg | 97.5 kg  | 137.5 kg | 352.5 kg |
| 8      | Hermann Volz      | GER  | 97.5 kg  | 110.0 kg | 132.5 kg | 340.0 kg |

## Medaillespiegel
| rang   | land              | goud | zilver | brons | totaal |
| ------ | ----------------- | ---- | ------ | ----- | ------ |
| 1      | Duitsland         | 2    | 0      | 1     | 3      |
| 2      | Oostenrijk        | 2    | 0      | 0     | 2      |
| 3      | Frankrijk         | 1    | 1      | 1     | 3      |
| 4      | Egypte            | 1    | 0      | 0     | 1      |
| 5      | Italië            | 0    | 2      | 0     | 2      |
| 6      | Estland           | 0    | 1      | 0     | 1      |
| 7      | Nederland         | 0    | 0      | 2     | 2      |
| 8      | Tsjecho-Slowakije | 0    | 0      | 1     | 1      |
| totaal | totaal            | 6    | 4      | 5     | 15     |

Athene 1896 · 
St. Louis 1904 · 
Antwerpen 1920 · 
Parijs 1924 · 
Amsterdam 1928 · 
Los Angeles 1932 · 
Berlijn 1936 · 
Londen 1948 · 
Helsinki 1952 · 
Melbourne 1956 · 
Rome 1960 · 
Tokio 1964 · 
Mexico-stad 1968 · 
München 1972 · 
Montréal 1976 · 
Moskou 1980 · 
Los Angeles 1984 · 
Seoel 1988 · 
Barcelona 1992 · 
Atlanta 1996 · 
Sydney 2000 · 
Athene 2004 · 
Peking 2008 · 
Londen 2012 · 
Rio de Janeiro 2016 · 
Tokio 2020 · 
Parijs 2024 · 
Los Angeles 2028 
Medaillewinnaars
Atletiek · Boksen · Gewichtheffen · Hockey · Kaatsen (demonstratie) · Korfbal (demonstratie) · Kunstwedstrijden · Lacrosse (demonstratie) · Moderne vijfkamp · Paardensport · Roeien · Schermen · Schoonspringen · Turnen · Voetbal · Waterpolo · Wielersport · Worstelen · Zeilen · Zwemmen